# Huttig
Huttig is een plaats (city) in de Amerikaanse staat Arkansas, en valt bestuurlijk gezien onder Union County.

## Demografie
Bij de volkstelling in 2000 werd het aantal inwoners vastgesteld op 731.
In 2006 is het aantal inwoners door het United States Census Bureau geschat op 717, een daling van 14 (-1.9%).

## Geografie
Volgens het United States Census Bureau beslaat de plaats een oppervlakte van
8,0 km², waarvan 7,7 km² land en 0,3 km² water. Huttig ligt op ongeveer 25 m boven zeeniveau.

## Plaatsen in de nabije omgeving
De onderstaande figuur toont nabijgelegen plaatsen in een straal van 32 km rond Huttig.